# Wüste Kirche Berkenlatten

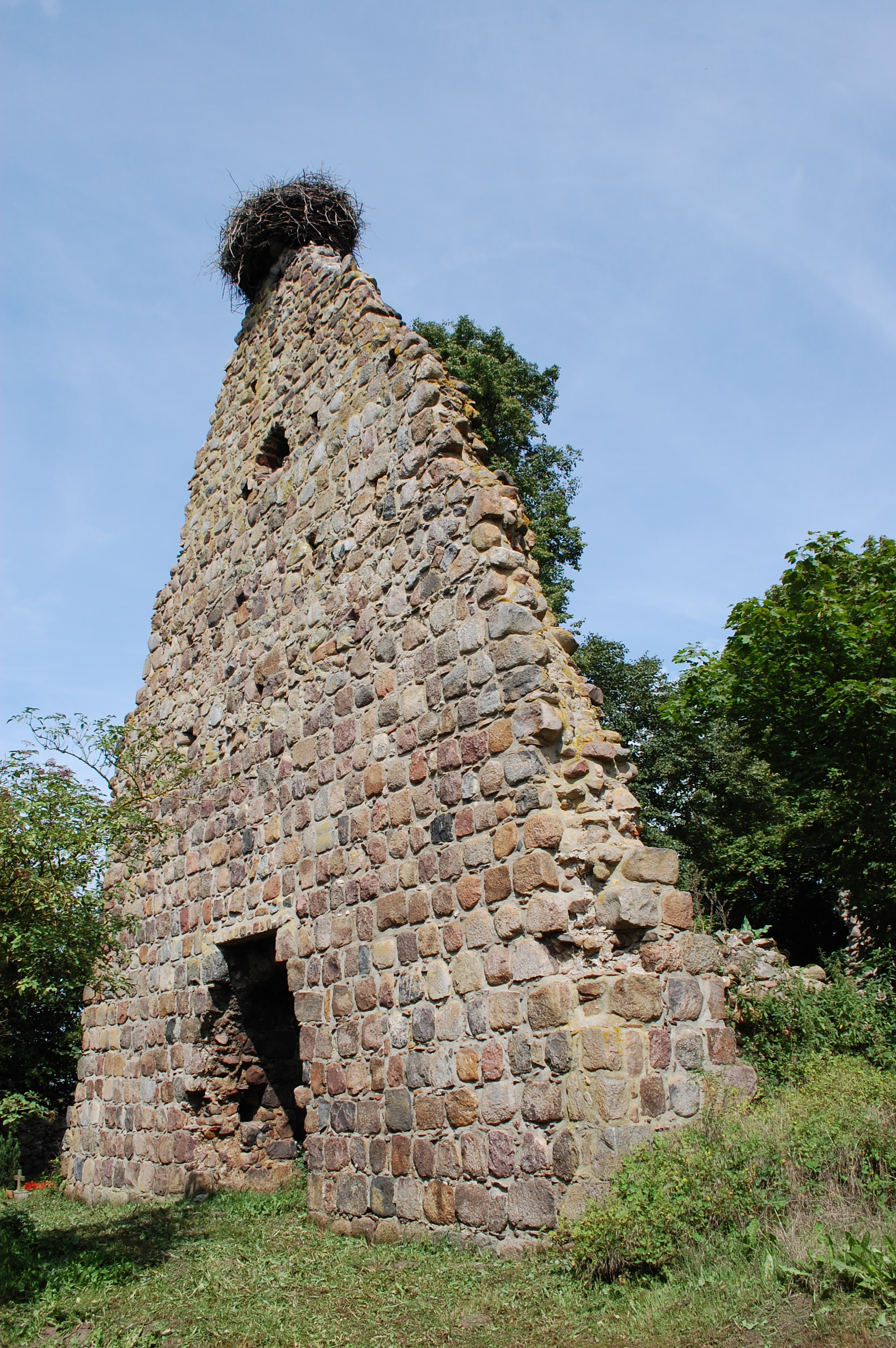
Kirchenruine

Die Wüste Kirche Berkenlatten ist eine Kirchenruine beim zur Gemeinde Gerswalde gehörenden Dorf Berkenlatten in Brandenburg nördlich des Dorfes unmittelbar westlich der Straße nach Gerswalde.

## Architektur und Geschichte

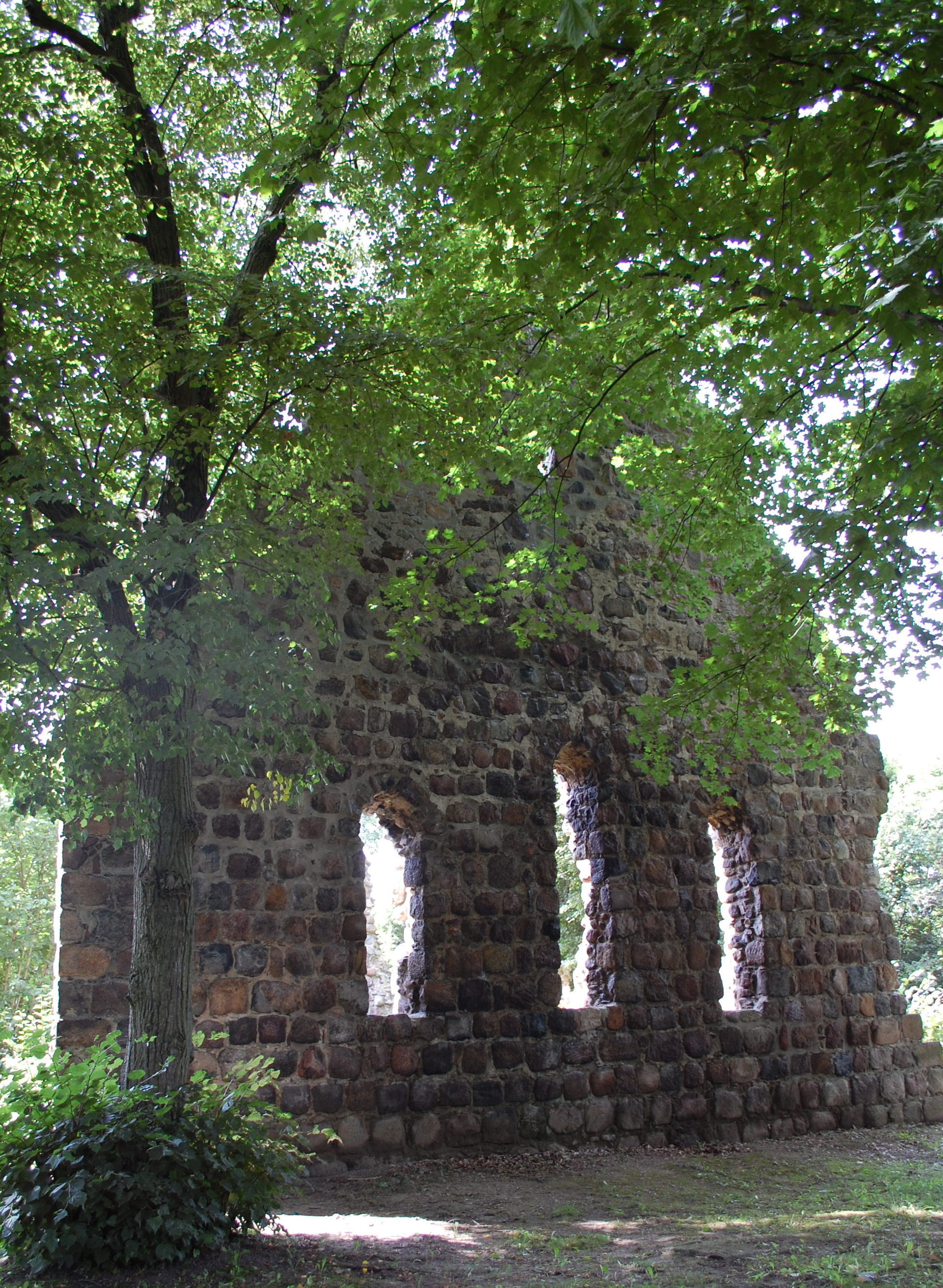
Wüste Kirche Berkenlatten

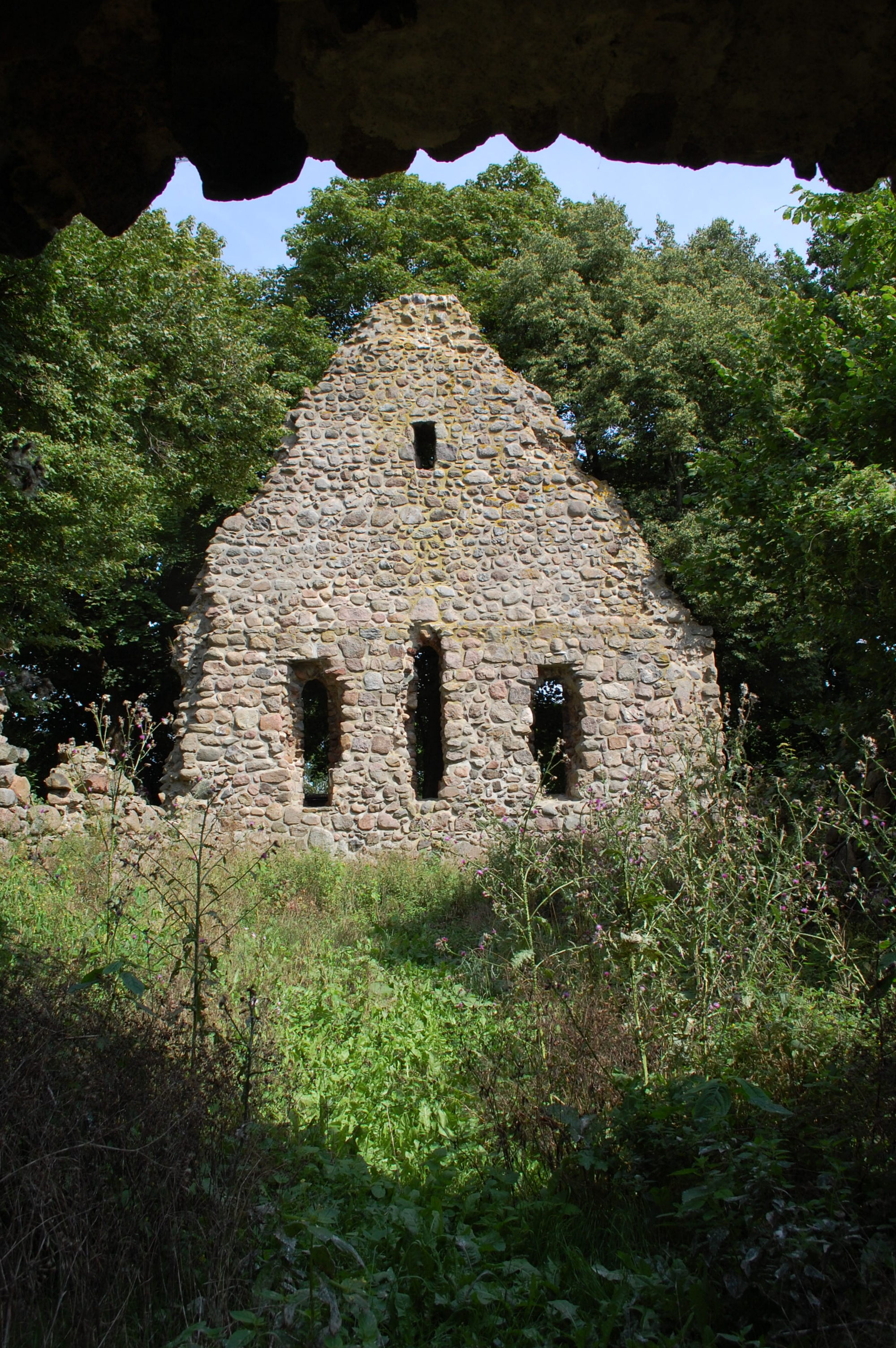
Innenraum

Sie entstand in der zweiten Hälfte des 13. Jahrhunderts als Dorfkirche des bereits im Mittelalter wüst gewordenen Dorfes Bischofshagen (Byscoppeshagen) im Stil der Frühgotik. Von dem aus Feldsteinen auf rechteckigem Grundriss errichteten Saal sind die Giebelseiten erhalten. Im Ostgiebel befinden sich drei gestaffelt angelegte Fensteröffnungen. Die Seitenwände sind in Teilen ebenfalls erhalten.
Die Kirchenruine ist von einem Friedhof umgeben, der auch noch aktuell für Bestattungen genutzt wird.